# إليانور ماكوبي
كانت إليانور إيمونز ماكوبي (15 مايو 1917 - 11 ديسمبر 2018) عالمة نفس أمريكية معروفة أكثر من غيرها، لأبحاثها ومساهماتها العلمية في مجال علم نفس الطفل والأسرة. درست علم النفس التنموي طوال حياتها المهنية، ودرست على وجه التحديد، الفروق بين الجنسين، التنمية بين الجنسين، التمييز بين الجنسين، العلاقات بين الوالدين والطفل، تنمية الطفل، والتنمية الاجتماعية من وجهة نظر الطفل.
حصلت مكوبي من جامعة ميشيغان على ماجستير في الآداب والدكتوراه، حيث عملت تحت إشراف بورهوس فريدريك سكينر. وأجرت أبحاث أطروحتها في مختبر سكينر في هارفرد. واصلت ماكوبي مسيرتها في مجال علم النفس في جامعة ستانفورد، حيث عملت في منصب أستاذة وعضو ورئيس قسم علم النفس، كما أجرت العديد من الأبحاث. نُشرت أبحاثها في منشورات متعددة، بالإضافة إلى أكثر منشوراتها المعروفة، وهو كتابها «تطور الاختلافات الجنسية» (1966). تحصلت ماكوبي على العديد من الجوائز لعملها. ومع ذلك، في عام 2000، اختيرت ماكوبي لتصبح أول متلقٍ لجائزة كُرمت وسُميت على شرفها، وهي جائزة ماكوبي. أدرجت جمعية علم النفس الأمريكية ماكوبي في المرتبة 70 من أصل 100، لأبرز علماء النفس في القرن العشرين.

## سيرتها الذاتية
كانت مكوبي ثاني أكبر مولود من بين أربعة أخوة، ليوجين وفيفا إيمونز. كانت والدة ماكوبي مغنية/عازفة، وكان والدها يمتلك شركة صغيرة في نطاق محلي. كانت معتقداتها العائلية وطريقة حياتها غير عادية لتلك الفترة الزمنية. لقد كانوا نباتيين مهتمين بالفكر الشرقي والعقائد الدينية التي تضمنت تناسخ الأرواح وعلم التنجيم والظواهر الغامضة. أمضت مكوبي طفولتها في تاكوما بولاية واشنطن حتى عام 1934، إذ انتقلت إلى مدينة بورتلاند بولاية أوريغون، حيث التحقت بكلية ريد لمدة عامين. بعد هذين العامين الأوليين، انتقلت إلى سياتل بولاية واشنطن ودرست بجامعة واشنطن، حيث التقت بزوجها ناثان ماكوبي. لقد تواعدا لمدة عام، ثم تزوجا في عام 1938.
ذهبت ماكوبي في عام 1940 إلى واشنطن العاصمة برفقة زوجها  ناثان ماكوبي، حيث كان هذا الأخير يعمل هناك، في لجنة الخدمة المدنية الأمريكية. ظلوا في واشنطن العاصمة حتى عام 1947، ثم انتقلوا إلى ولاية ميشيغان. تبنت إليانور وزوجها ناثان ثلاثة أطفال. أول طفل، جانيس ماكوبي، تبنياه في عام 1952. تبنوا طفلهم الثاني بعد أربع سنوات، سارة ماكوبي، وبعد فترة وجيزة،  طفلهم الثالث، مارك ماكوبي. كانت الحياة الأسرية مهمة بالنسبة لإليانور ماكوبي، أكثر أهمية مما كانت عليه بالنسبة لزوجها (أو مما اعتقدت أنه يجب أن يكون بالنسبة إليه) لذا، فقد تولت معظم أعمال الأسرة ووظيفة الاهتمام بها، إذ عملت في عملها المدفوع الأجر بدوام جزئي، وأجلت نشر أي شيء لمدة  تقارب خمس إلى ست سنوات، حتى تتمكن من قضاء المزيد من الوقت مع أطفالها.
عرضت جامعة ستانفورد على إليانور وناثان في عام 1958، وظائف للعمل معهم. عمل ناثان في قسم الاتصالات، وعملت إليانور في قسم علم النفس لتدريس علم نفس الطفل. لقد اعتبرت نفسها مناصرة لحقوق المرأة، وفي جامعة ستانفورد قابلت كارول ناجي جاكلين، التي شاركت أيضًا في الحركة النسوية لقضايا الجبهة التي كانت ترتفع آنذاك بسبب حرب فيتنام. بدأت ماكوبي وجاكلين العمل على الدراسات التي تنطوي على عدم المساواة بين الرجال والنساء. وقد أدى ذلك إلى إجراء بحث يتضمن أوجه التشابه والاختلاف بين الأولاد والبنات، مما أدى سريعًا إلى أن يصبح ذلك ما اشتهرت به مكوبي.
توفي زوج إليانور، ناثان، في عام 1992، بنوبة قلبية في سن الـ80 سنة. استمر زواجهم لمدة 54 سنة وكان لديهم خمسة أحفاد. بلغت مكوبي المئة عام في مايو 2017، وتوفيت عن عمر يناهز الـ101 سنة، بتاريخ 11 ديسمبر عام 2018.

## تاريخها التربوي والمهني
بعد الانتهاء من تعليمها الثانوي، التحقت ماكوبي بكلية ريد لمدة عامين، حيث تابعت دراسة علم النفس السلوكي. ثم انتقلت مكوبي إلى جامعة واشنطن، حيث حصلت على درجة البكالوريوس (1939).
أثناء التحاقها بجامعة واشنطن، تخصصت في دراسة علم النفس، كما درست مع إدوين جوثري. أثناء دراستها مع جوثري، افتُتنت ماكوبي بنظرية التعلم بالاستجابة للتحفيز القائم على التواصل الجغرافي. ثم حصلت على درجة الماجستير من جامعة ميشيغان عام 1949. أدت نهاية الحرب العالمية الثانية إلى تقدم كبير في مجال البحوث الطبية وكذلك فهم جديد لأهمية الصحة النفسية وعلم النفس التنموي. بدأت إلينور ماكوبي مسيرتها المهنية في تنمية الأطفال، بالعمل في بوسطن قبل انتهائها من درجة الدكتوراه في جامعة ميشيغان وبعد انتهاء الحرب العالمية الثانية.
أُعطيت ماكوبي الفرصة للعمل مع بورهوس فريدريك سكينر. أكملت مكوبي جميع متطلبات الحصول على الدكتوراه باستثناء الرسالة. عرض سكينر على ماكوبي، إمكانية استخدامها  معدات تسجيل البيانات الآلية الخاصة به، في مختبره بجامعة هارفرد. ثم أكملت بحث أطروحتها في دراسة الإشراط الاستثابي الذي يشمل استخدام الحمام. خلال العام التالي، تمكنت مكوبي من الحصول على درجة الدكتوراه من جامعة ميشيغان (1950).
بإكمالها أطروحتها في جامعة هارفارد، فُتحت لمكوبي العديد من الفرص الوظيفية والبحثية. عملت ماكوبي من 1950 إلى 1957،  أستاذة وباحثة في جامعة هارفارد. كان بحث ماكوبي الأكثر شهرة أثناء وجودها في جامعة هارفارد، هو دراسة بحثية أسفرت عن كتابتها كتاب «أنماط تربية الطفل» (سيرز، ماكوبي، وليفين، 1957). كان روبرت سيرز، وهو زميلها في العمل، يخطط لدراسة ممارسات التنشئة الاجتماعية وعلاقتها بتنمية الشخصية لدى الأطفال الصغار، وعرض على ماكوبي المساعدة في  هذه الدراسة.
تولت مكوبي دور إدارة جزء من الدراسة، الذي تضمن إجراء مقابلات مع الأمهات بشأن ممارسات تربية الأطفال؛ يعتقد الكثيرون أن هذه هي التجربة التي أدركت فيها اهتمامها بالاختلافات الجنسية، والمسؤوليات الوالدية، وتنمية الطفل. درست في جامعة هارفارد، علم نفس الطفل، ونشرت أبحاثها في مجالات مثل السلوك الاجتماعي عند الأطفال وتربية الأطفال. أجرت أبحاثًا أخرى خلال فترة وجودها في جامعة هارفارد، والتي تشمل: مجموعة من الدراسات حول الاهتمام الانتقائي بالمحتوى المتعلق بمشاهد الأفلام، ودراسة تأثير التلفزيون على استخدام الأطفال للوقت، ودراسة السيطرة المجتمعية على جنوح الأحداث، ودراسة الناخبين لأول مرة وديناميات الأسرة التي أدت الشباب إلى تبني أو عدم تبني تفضيلات تصويت آبائهم. شاركت مكوبي أيضًا في تحرير الطبعة الثالثة من «قراءات في علم النفس الاجتماعي» خلال فترة وجودها بجامعة هارفارد.
مُنحت مكوبي وزوجها في عام 1958، مناصب أعضاء هيئة التدريس بجامعة ستانفورد. وقد اتبعت أبحاثها مناهج مختلفة متعددة، طوال حياتها المهنية في جامعة ستانفورد. نشرت ماكوبي وزميلها جاكلين في عام 1974، بحثهما عن الاختلافات الجنسية في كتاب ماكوبي الأكثر شهرة، «علم النفس للاختلافات الجنسية». بدأت ماكوبي في عام 1980، دراسة طولية واسعة النطاق لتقييم العلاقات بين الوالدين والطفل قبل وأثناء وبعد الطلاق؛ منذ عام 1980، نشرت ماكوبي كتابها، «الجنسان»، في عام 1998 وواصلت العمل من أجل زيادة معرفة وفهم تطور الطفل والاختلافات الجنسية. يرجع الفضل إلى مكوبي في وجود ما يزيد عن مائة منشور في يومنا هذا، مما يجعلها واحدة من أكثر علماء النفس التنمويين والاجتماعيين تأثيرًا.
أما الأعمال الأخرى التي أنجزتها مكوبي بجامعة ستانفورد، فتتألف في تنظيم ندوة تدريسية على مدار العام حول الفروق بين الجنسين، وتحرير الكتاب الذي انبثق من هذه الندوة (تطور الاختلافات الجنسية، ماكوبي، 1966). شاركت ماكوبي أيضًا في مجلس أبحاث العلوم الاجتماعية الذي ركز على التنشئة الاجتماعية.